# Émile-Jacques Ruhlmann

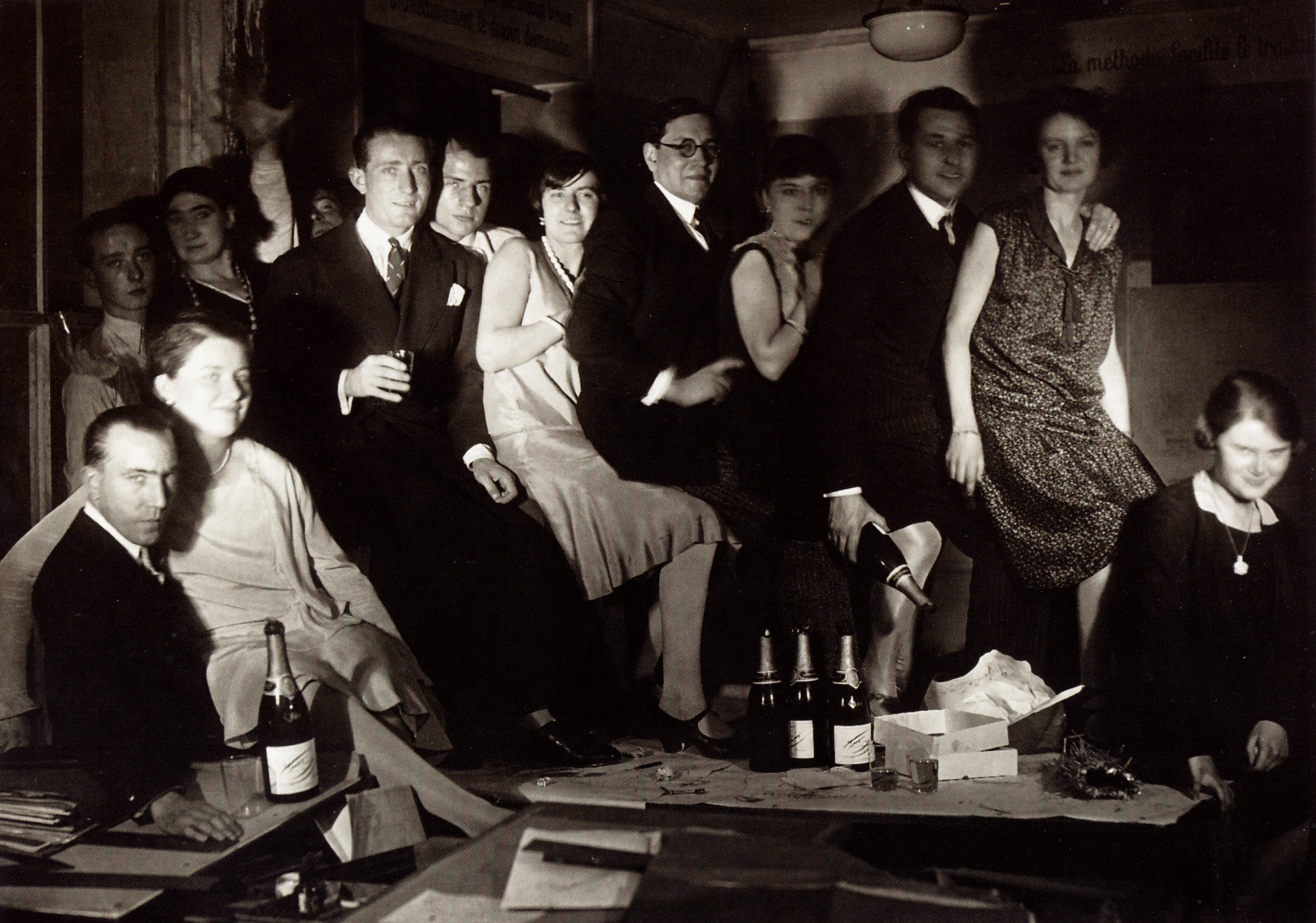
Ruhlmann (centru) cu echipa sa de designeri la 27 rue de Lisbonne din Paris (c. 1931)

Émile-Jacques Ruhlmann (numit uneori Jacques-Émile Ruhlmann; n. 28 august 1879, Paris, Franța – d. 15 noiembrie 1933, Paris, Franța) a fost un designer de mobilier și decorator de interior francez, fiind una dintre cele mai importante personalități ale mișcării Art Deco. Mobilierul său a avut un design elegant, materiale scumpe și exotice și o măiestrie extrem de fină și a devenit un simbol al luxului și modernității Art Deco. De asemenea, a produs o reacție din partea altor designeri și arhitecți, cum ar fi Le Corbusier, care au cerut mobilier mai simplu și funcțional.

## Biografie

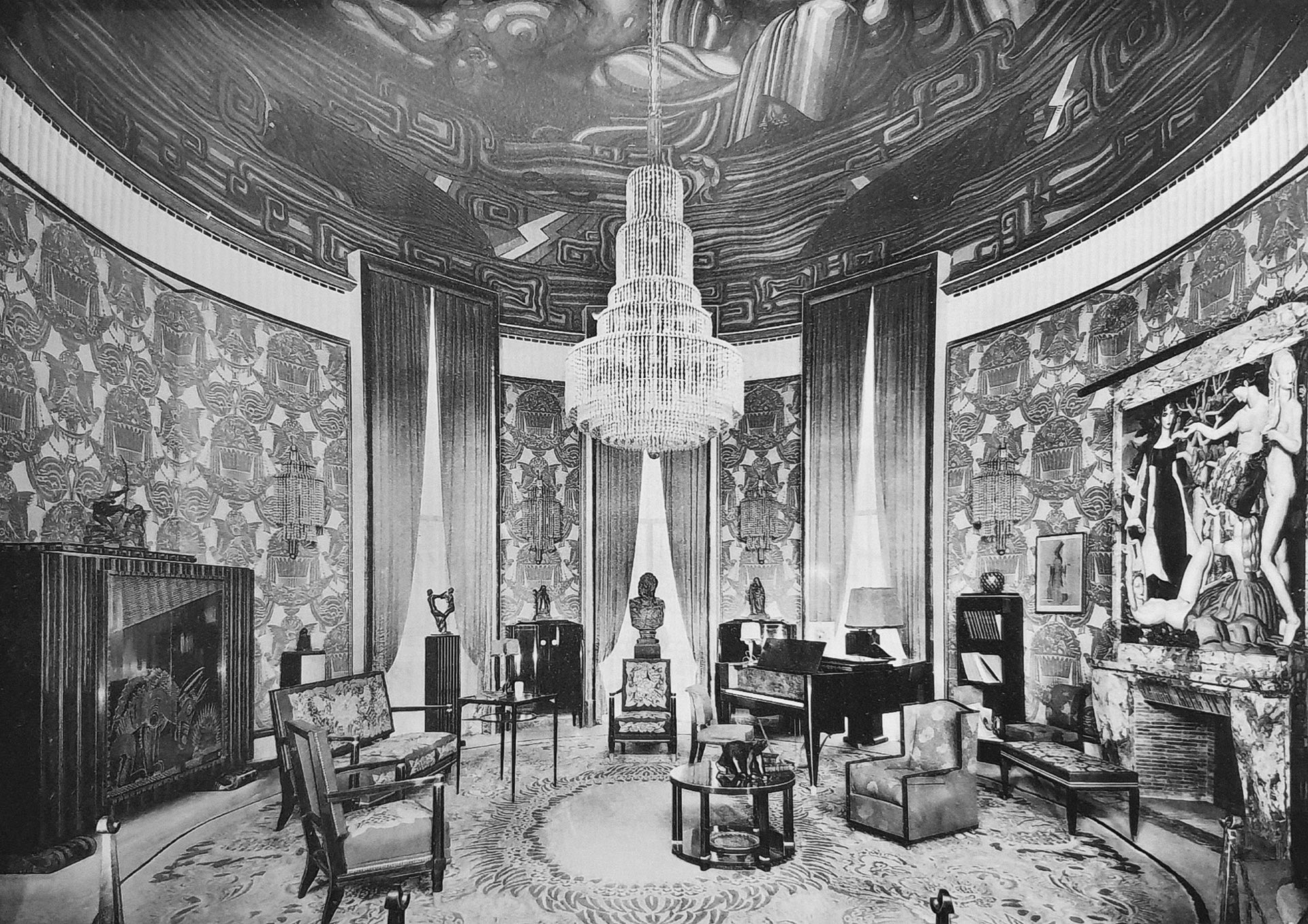
Salonul Hôtel du Collectionneur de la Expoziția Internațională de Arte Decorative din 1925, mobilat de Ruhlmann, pictură de Jean Dupas, design de Pierre Patout

S-a născut la Paris, unde tatăl său, originar din Alsacia, a creat o afacere de succes construind, pictând și tapetând interioare de case și apartamente. A învățat această meserie în tinerețe, lucrând alături de pictori și de persoane care lucrau cu tapetul. Când tatăl său a murit în 1907, a preluat afacerea familiei și, în curând, împreună cu designerul Pierre Laurent, a deschis un al doilea birou, numit Ruhlmann & Laurent, care proiecta și producea mobilier rafinat. Afacerea inițială de construcții era situată la 10 rue de Maleville, în timp ce mobilierul era proiectat și expus în showroom-urile de la 27 rue de Lisbonne. Profiturile obținute din construcții i-au permis lui Ruhlmann să cumpere materiale scumpe și să angajeze cei mai buni meșteri pentru fabricarea mobilei.
Prima experiență a lui Ruhlmann în designul de mobilier a avut loc în 1910, când a proiectat mobilier pentru soția sa și primul său apartament. În cursul aceluiași an, Ruhlmann a făcut ca proiectele sale să fie accesibile publicului. În 1919, Ruhlmann a fondat împreună cu Pierre Laurent o companie de design interior. Compania era specializată în diverse specialități de interior, inclusiv tapet și mobilier.
Primele sale modele reflectau influențe ale mișcărilor Art Nouveau și Arts & Crafts, populare în Europa în acea perioadă. Lucrările sale ulterioare ar putea fi atribuite unei puternice influențe din partea designului venețian din timpul Primului Război Mondial. Deși primele sale lucrări păreau să fie influențate de Mișcarea Arts & Crafts, el și-a manifestat foarte clar disprețul față de această mișcare în sine. El a declarat că tendințele în materie de stil și de design au început și au fost complet dirijate de cei bogați, deoarece aceștia erau cei care își puteau permite astfel de articole scumpe și în trend. Modelele sale ulterioare păreau să se adreseze acestei clientele bogate, incluzând materiale precum abanosul, lemnul de trandafir și lemnul de stejar, toate provenind din întreaga lume.
Pentru mobilierul său, Ruhlmann a folosit esențe de lemn rare și scumpe, cum ar fi abanosul și lemnul de trandafir, învelișuri din piele de rechin și mânere și încrustații din fildeș. Formele erau foarte simple, fără ostentație. Ar putea dura până la opt luni pentru a realiza o singură piesă de mobilier. Deși piesele lui Ruhlmann erau extrem de scumpe, costul de realizare a acestora era mai mare decât prețul pe care Ruhlmann îl percepea pentru ele. El a declarat că încrederea sa în viitor a fost ceea ce l-a inspirat să continue să facă mobilă, chiar dacă aceasta îi aducea datorii. În primii ani, a comandat lucrările la diferite ateliere de mobilă din Paris, dar în 1923 și-a deschis propriul atelier, pe Rue Ouessant, în arondismentul 15, unde piesele erau realizate de meșterii proprii. Lucrările lui Ruhlmann au primit recunoaștere internațională la Expoziția Internațională de Arte Moderne Decorative și Industriale de la Paris din 1925, eveniment care a dat numele „Art Deco”. A avut propriul său pavilion, Hôtel du collectionneur (Casa unui colecționar), cu expoziții la scară largă ale mobilierului său în decoruri de palat.
Pavilionul său de la Expoziția din 1925 i-a adus o serie de clienți celebri, printre care familiile bancare Rothschild și Worms, Eugène Schueller, proprietarul L'Oreal, constructorul de avioane și automobile Gabriel Voisin, designerul de modă Jeanne Paquin, scriitoarea Colette și dramaturgul Paul Géraldy, care i-a cerut să proiecteze decoruri pentru piesele sale de teatru.
A realizat un pupitru deosebit de original pentru biroul lui André Tardieu, președintele Consiliului de stat francez. Această piesă monumentală a fost vopsită în lac negru. A decis să facă o copie a biroului, din abanos de Macassar, cu o lampă pivotantă și suporturi pentru telefon.
A mai realizat o piesă special concepută pentru Georges-Marie Haardt, directorul companiei de automobile Citroen, care a condus mai multe călătorii celebre de explorare. Aceasta era o masă rulantă pentru prezentarea desenelor, pe care a realizat-o în mai multe variante, din lemn de trandafir lăcuit, stejar, mahon și tei.

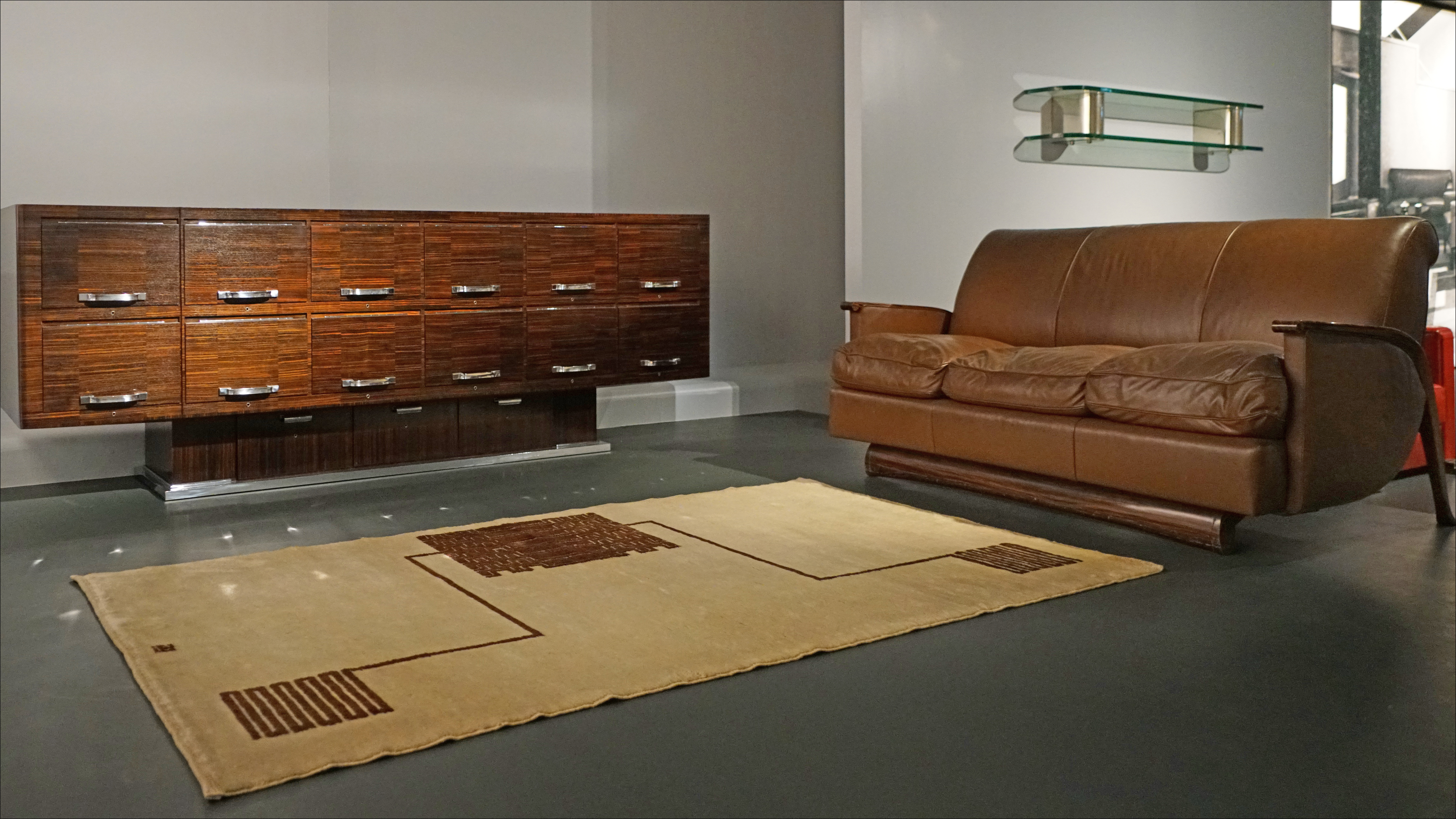
Piese de mobilier de la Manik Bagh, proiectate de Jacques-Émile Ruhlmann în 1932

Odată cu venirea Marii Crize în 1929 și apariția unor stiluri mai moderniste, Ruhlmann a făcut câteva concesii noului stil mai geometric. În 1932 a proiectat o serie de piese pentru palatul Manik Bagh al maharajului Yashwant Rao Holkar II din statului Indore.
În 1933, a aflat că are o boală gravă. Înainte de a muri, și-a proiectat propriul monument funerar și a decretat că firma sa va fi dizolvată și închisă după moartea sa. A murit la 15 noiembrie 1933.

## Metodă
În anii 1920, biroul lui Ruhlmann avea douăzeci și cinci de arhitecți și designeri. Toate modelele de mobilier au avut originea lui Ruhlmann, care avea mereu la el un caiet de schițe, observând și desenând.Fiecare piesă individuală începea cu un desen la o scară la o sutime din dimensiunea finală, care era apoi rafinat la un desen mai finisat la o zecime din dimensiunea finală și, în cele din urmă, la un desen la scară reală, care era folosit pentru a realiza piesa de mobilier. Artiștilor li se cerea să copieze cu precizie ideile originale ale maestrului.

## Galerie

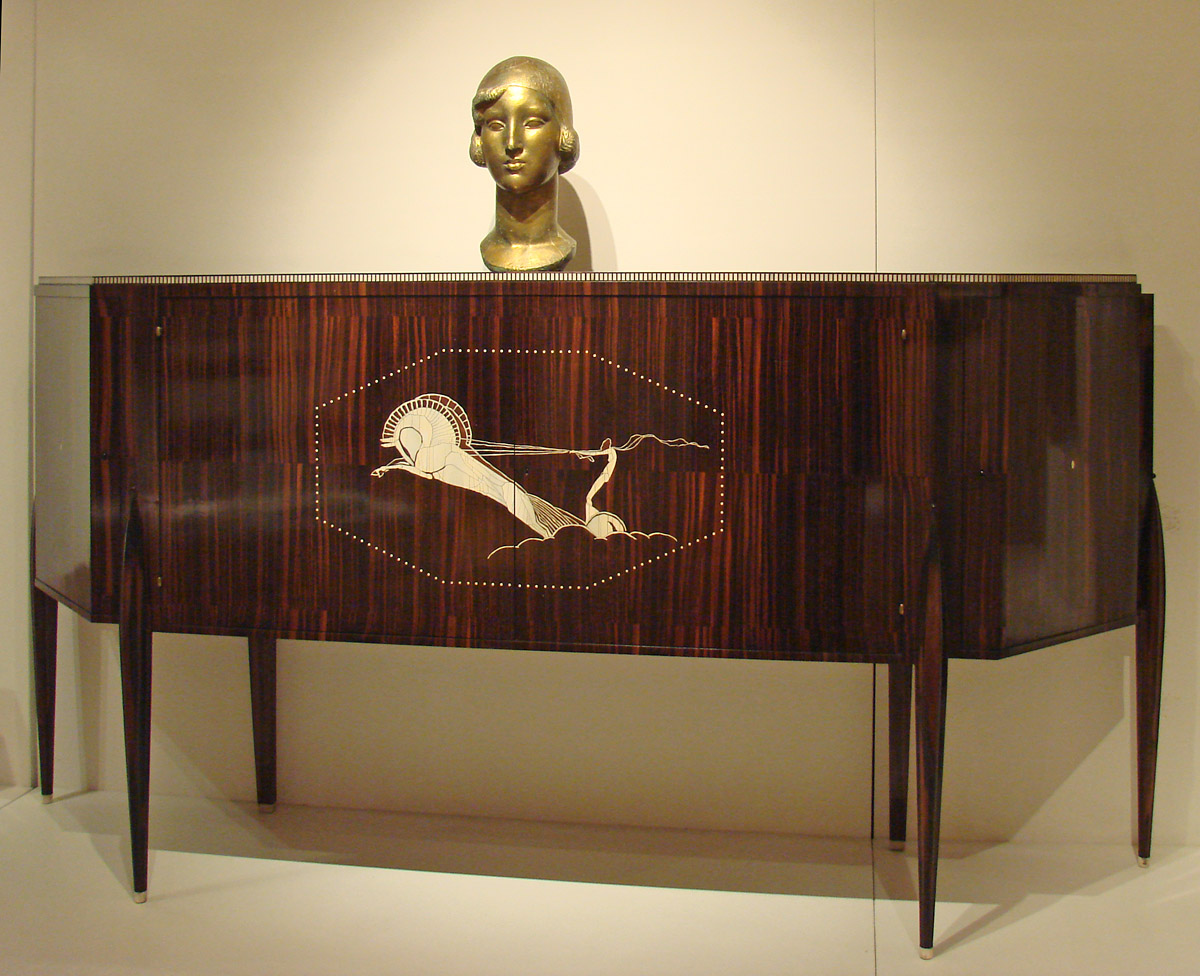
„Chariot Chest”, (1922), abanos de Macassar, amarant, incrustație de fildeș (Musée des Années 30 (Boulogne-Billancourt)
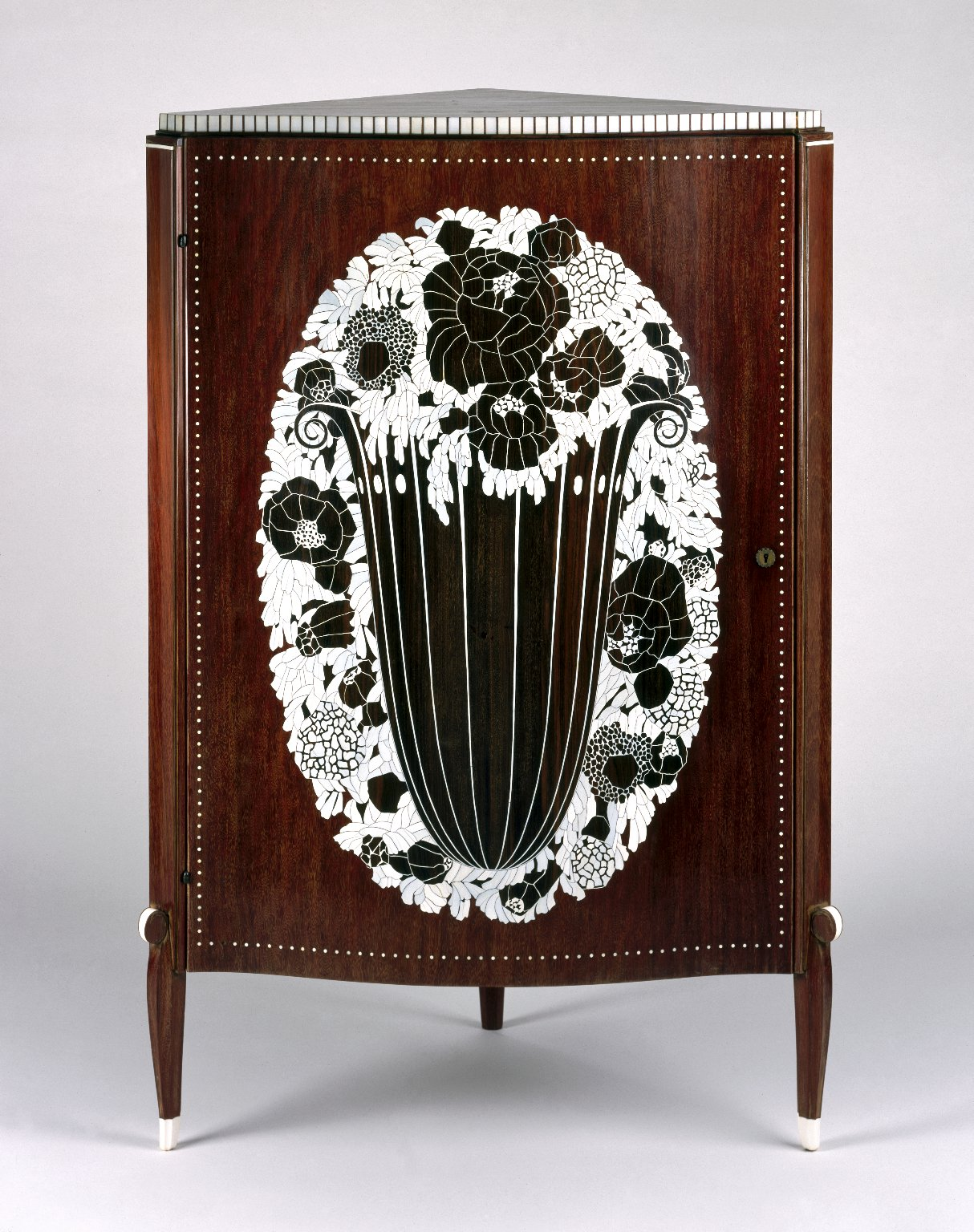
Dulap de colț cu furnir de amarant pe mahon, incrustație de fildeș, (1923) ( Brooklyn Museum )
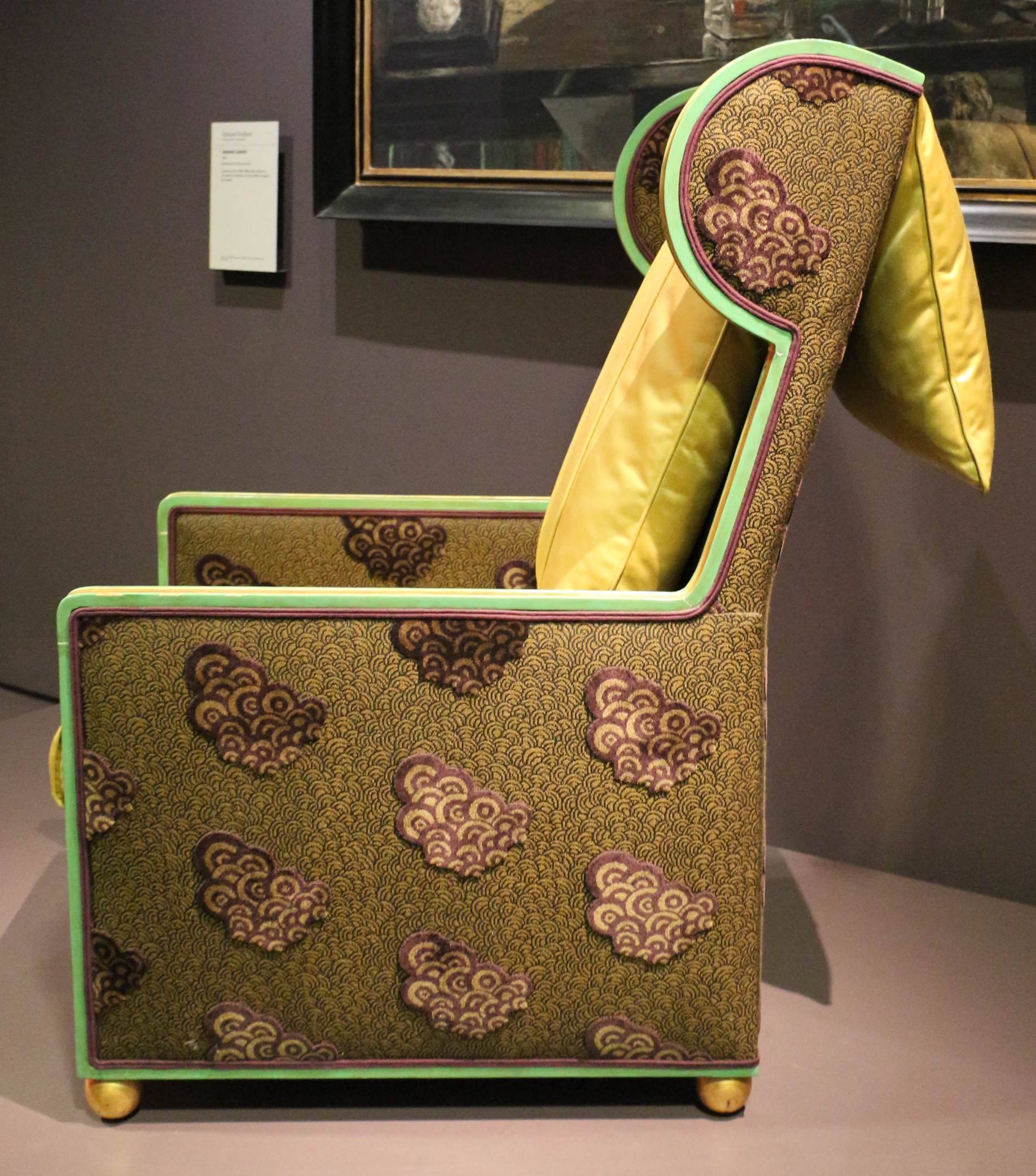
Fotoliu cu tetiere (1914) (Musée d'Orsay)
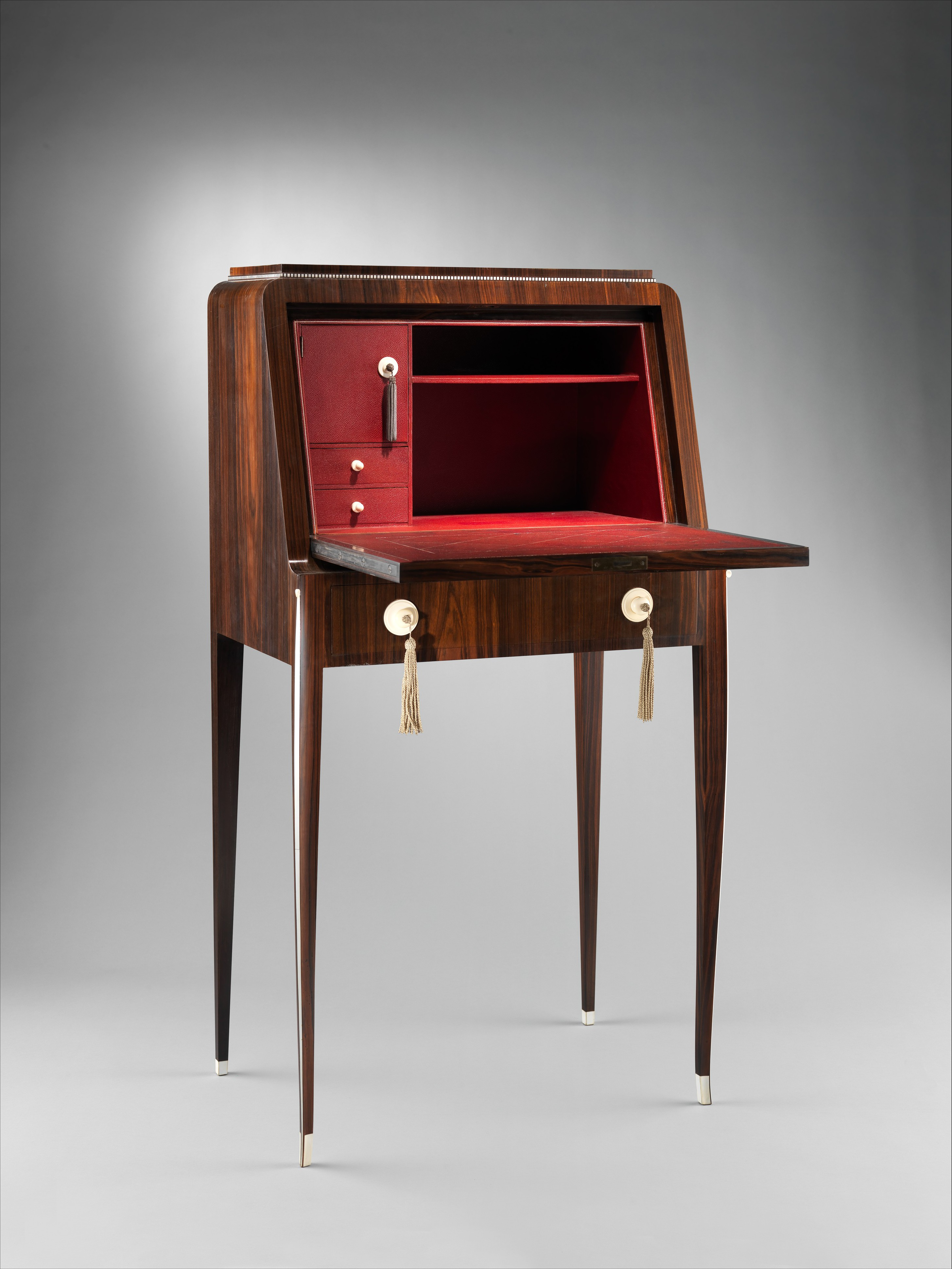
Biroul Doamnei Tibattant, abanos de Macassar, fildeș, piele, frunză de aluminiu, argint, mătase, stejar, placaj cu miez de cherestea, plop, mahon (1923), (Muzeul Metropolitan de Artă)
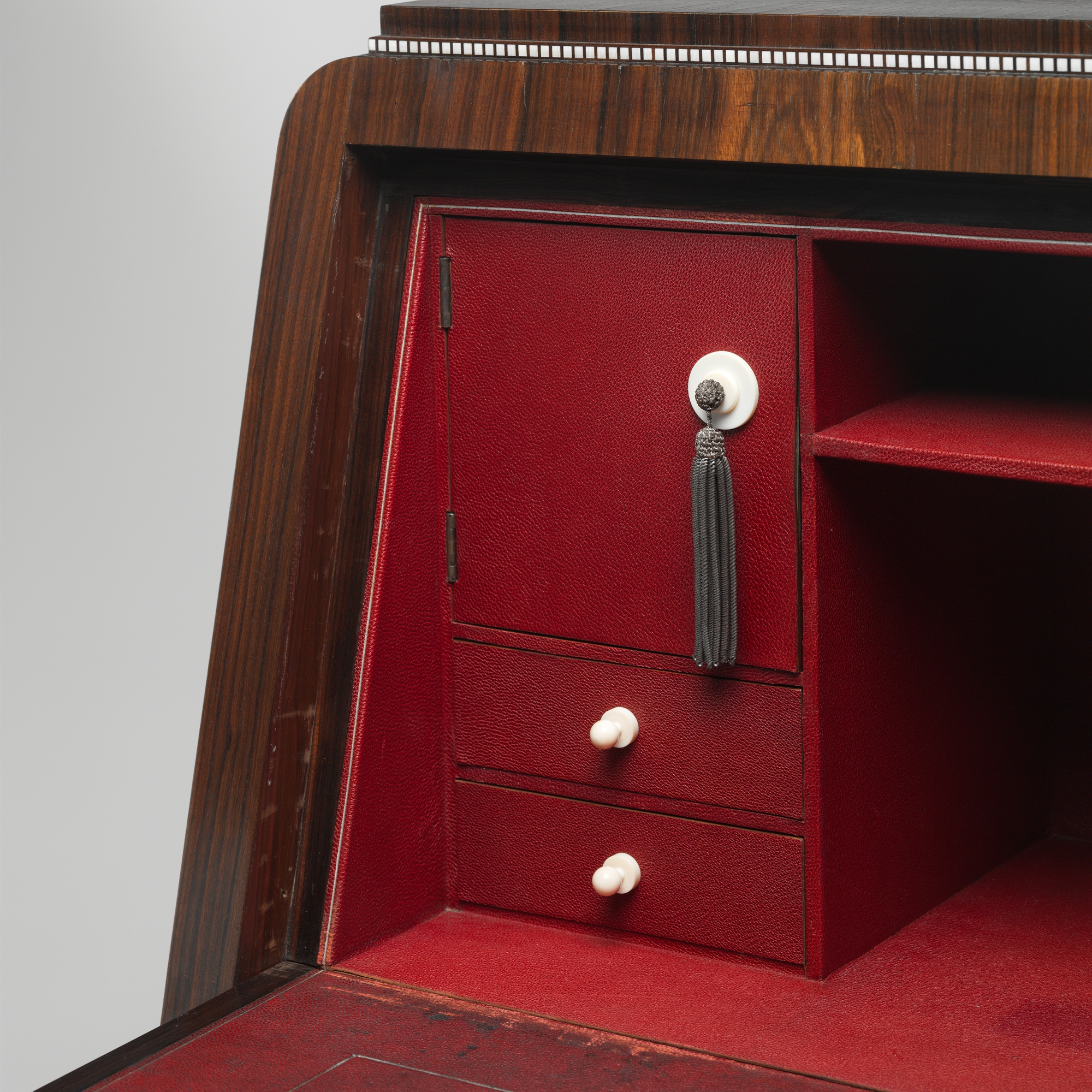
Detaliu al „ Biroului Doamnei Tibattant (1923)
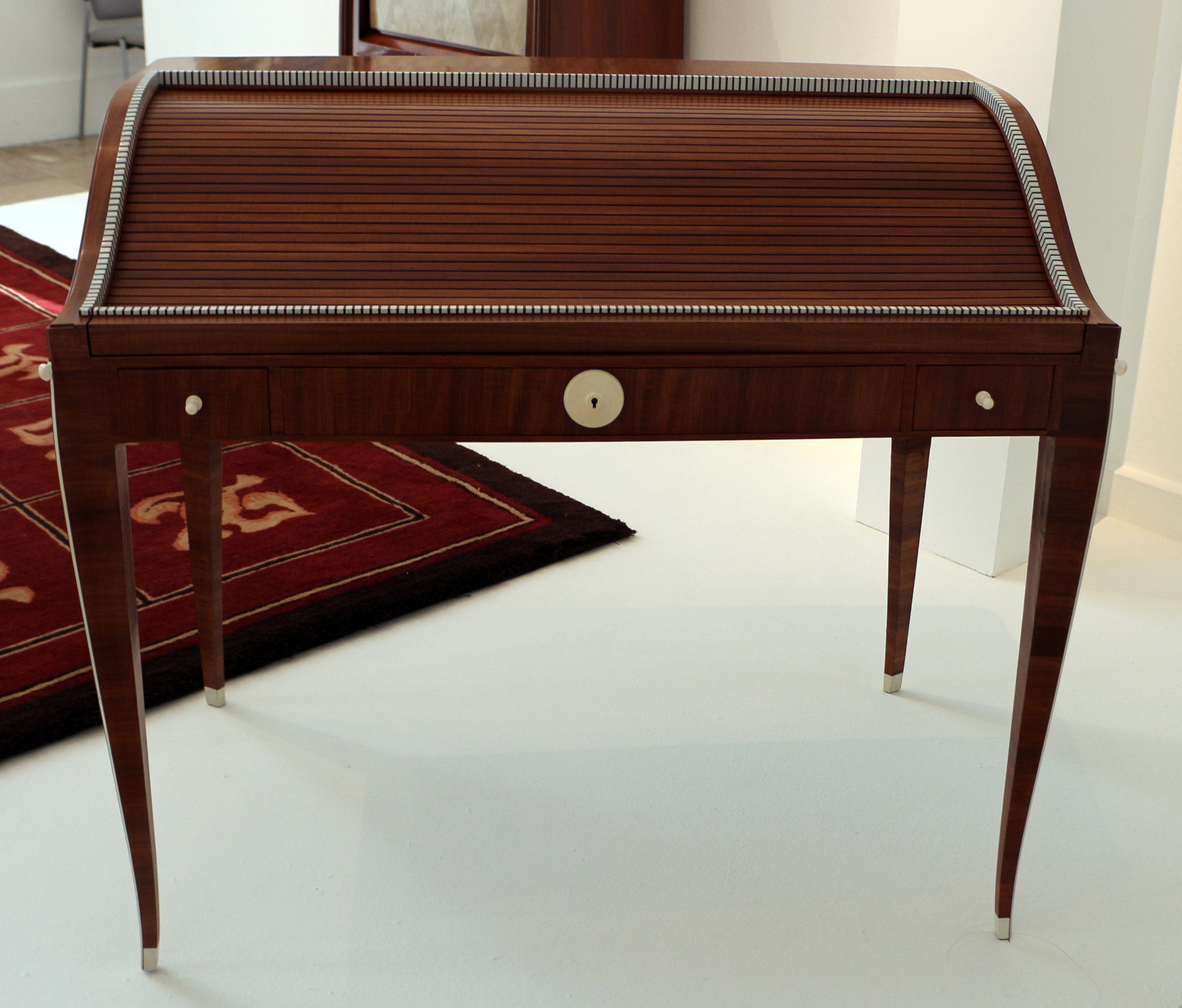
Birou rolltop (1926) (Muzeul de Artă Modernă al orașului Paris)
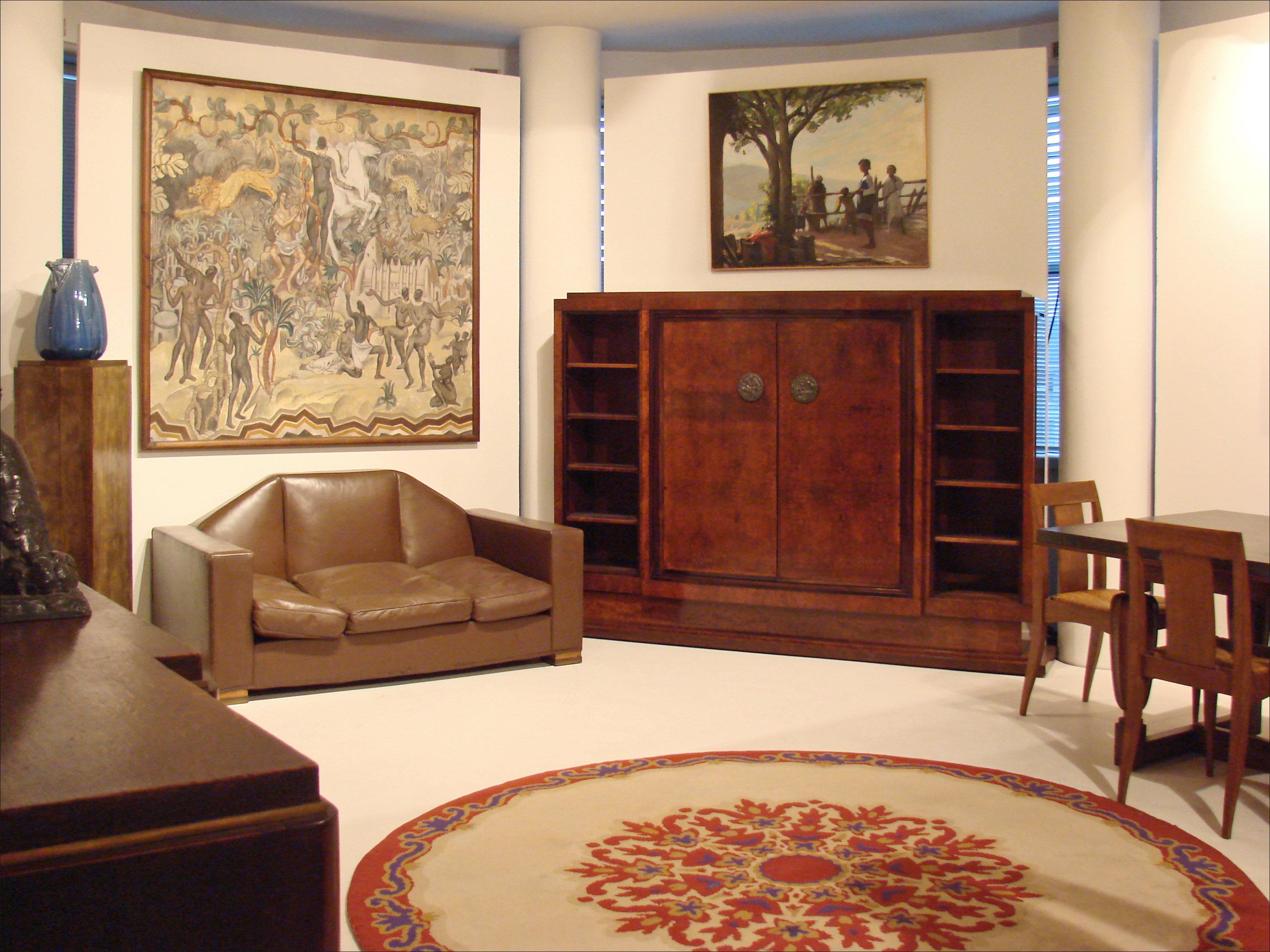
Camera casei lui Joseph Bernard, în Musée des Années Trente